# George O'Neil
George O'Neil (St. Louis, 13 de novembro de 1896 – Hollywood, 23 de maio de 1940) foi um poeta norte-americano, dramaturgo, romancista e roteirista.

## Filmografia
- High, Wide, and Handsome (1937)
- Intermezzo (1939)
- Magnificent Obsession (1935)
- Sutter's Gold (1936)
- Yellow Dust (1936)
- Beloved (1934)
- Only Yesterday (1933)